# Ponte in Valtellina
Ponte in Valtellina est une commune italienne d'environ 2 200 habitants située dans la province de Sondrio, en Lombardie.

## Administration
| Période                                  | Période | Identité | Étiquette | Qualité |
| ---------------------------------------- | ------- | -------- | --------- | ------- |
|                                          |         |          |           |         |
| Les données manquantes sont à compléter. |         |          |           |         |

### Communes limitrophes
Castello dell'Acqua, Chiuro, Montagna in Valtellina, Piateda, Teglio, Tresivio, Valbondione.

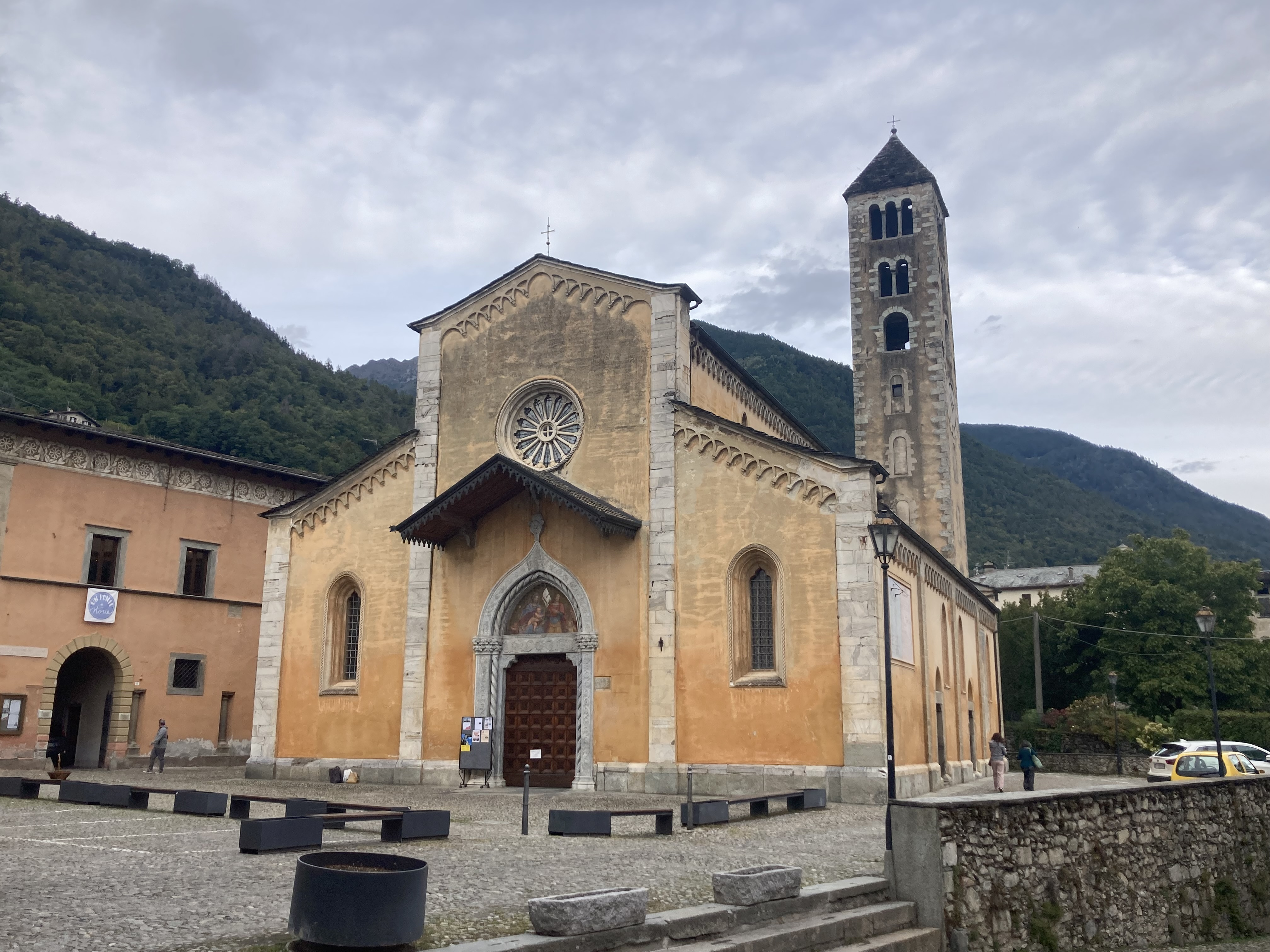
Église de San Maurizio.

## Personnalités
- Giuseppe Piazzi (1746-1826), prêtre catholique, astronome et mathématicien.